# Fotinovo (distrikt i Pazardzjik)
Fotinovo (bulgariska: Фотиново) är ett distrikt i Bulgarien.   Det ligger i kommunen Obsjtina Batak och regionen Pazardzjik, i den sydvästra delen av landet, 120 km sydost om huvudstaden Sofia.
I omgivningarna runt Fotinovo växer i huvudsak blandskog. Runt Fotinovo är det ganska glesbefolkat, med 24 invånare per kvadratkilometer.